# Neocreacionisme
El neocreacionisme és un moviment amb l'objectiu de reafirmar el creacionisme en uns termes amb més probabilitats de ser ben rebut pel públic, els polítics, els educadors i la comunitat científica. El seu objectiu és tornar a emmarcar el debat sobre els orígens de la vida en termes no religiosos i sense apel·lacions a les Escriptures. Té el seu origen en una resposta dels creacionistes a la sentència del cas Edwards contra Aguillard de 1987 del Tribunal Suprem dels Estats Units que diu que el creacionisme és un concepte inherentment religiós i que defendre'l com a correcte o precís en els plans d'estudi de les escoles públiques viola la Clàusula d'Establiment de la Primera Esmena.
Una de les seves principals afirmacions és que la ciència ortodoxa aparentment objectiva, basada en el naturalisme, és en realitat una religió dogmàtica atea. Els seus defensors argumenten que el mètode científic exclou certes explicacions dels fenòmens, sobretot quan apunten a elements sobrenaturals, i exclou així efectivament una visió religiosa que contribueix a la comprensió de l'univers. Això condueix a una oposició oberta i sovint hostil al que ells anomenen «darwinisme», que normalment s'entén referit a l'evolució, però que es pot estendre a conceptes com ara l'abiogènesi, l'evolució estel·lar i la teoria del big-bang.
Són organitzacions neocreacionistes conegudes als EUA el Discovery Institute i el seu Center for Science and Culture. Els neocreacionistes encara no han establert una línia reconeguda d'investigació científica i fins ara no tenen legitimitat científica ni acadèmica, fins i tot entre molts acadèmics d'universitats cristianes evangèliques. El neocreacionisme és considerat per Eugenie C. Scott i altres crítics com la forma més exitosa d'irracionalisme. La principal teoria del neocreacionisme és la teoria del disseny intel·ligent. Una segona teoria és l'aparició sobtada que afirma que la primera vida i l'univers van aparèixer bruscament, i que les plantes i els animals van aparèixer de sobte amb formes complexes.

## Causes
El moviment neocreacionista està motivat pel temor dels creacionistes que la religió està sent atacada pels estudis sobre l'evolució. Un argument comú a les justificacions neocreacionistes és que la societat ha patit «conseqüències culturals devastadores» a partir de l'adopció del materialisme, i que la ciència és la causa d'aquesta decadència cap al materialisme, ja que la ciència busca explicacions només naturals. Creuen que la teoria de l'evolució implica que els humans no tinguin naturalesa espiritual, cap propòsit moral, i cap significat intrínsec i, per tant, que l'acceptació de l'evolució devalua la vida humana que condueix directament a les atrocitats comeses pel règim nazi de Hitler, per exemple. Els partidaris del moviment tracten de «derrotar la visió materialista del món», representada per la teoria de l'evolució a favor d'«una ciència en consonància amb les conviccions cristianes i teistes». Phillip E. Johnson, «pare» del moviment del disseny intel·ligent, estableix que l'objectiu del moviment és «afirmar la realitat de Déu».

## Tàctiques
Gran part dels esforços dels neocreacionistes en resposta a la ciència consisteix a fer polèmiques destacant les llacunes en la comprensió o inconsistències menors presents en la bibliografia sobre biologia, i a continuació, fer declaracions sobre el que pot o no pot succeir en els sistemes biològics. Els crítics del neocreacionisme suggereixen que la ciència neocreacionista consisteix a citar fora de context bibliografia biològica (incloent-hi bibliografia obsoleta) amb equívocs menors, incoherències o polemitzar amb exemples d'arguments interns. Aquests desacords interns, fonamentals per al funcionament de totes les ciències naturals, es presenten després de manera espectacular al públic com a prova de la falsedat i el col·lapse imminent del «darwinisme». Els crítics suggereixen que els neocreacionistes fan servir aquest mètode rutinàriament per a aprofitar-se de les qüestions tècniques de la biologia i la teoria de l'evolució en el seu propi benefici, basant-se en un públic que no té un coneixement científic adequat i suficient per a seguir els detalls complexes i de vegades difícils. Robert T. Pennock argumenta que els partidaris del disseny intel·ligent són «fabricants de discòrdia» a fi d'explicar l'absència de debat científic de les seves afirmacions: «Les afirmacions “científiques” d'aquests neocreacionistes com Johnson, Denton i Behe es basen, en part, en la idea que aquestes qüestions [al voltant de l'evolució] són l'objecte d'un debat suprimit entre els biòlegs (...). D'acord amb els neocreacionistes, l'aparent absència d'aquesta discussió i el rebuig gairebé universal de les reclamacions neocreacionistes són degudes a una conspiració entre els biòlegs professionals en lloc de a una mancança de mèrit científic».
Eugenie Scott descriu el neocreacionisme com «una barreja d'estratègies antievolució provocades per decisions judicials contra les lleis d'igualtat de temps». Aquestes decisions legals (en el cas McLean contra Arkansas i en el cas Edwards contra Aguillard) condemnaren l'ensenyament de la ciència de la creació com a alternativa a l'evolució en les classes de ciència de les escoles públiques. Scott considera el disseny intel·ligent, i les diferents estratègies dels seus partidaris, com són les campanyes «Teach the Controversy» (en català, «Ensenya la controvèrsia») i «Critical Analysis of Evolution» (en català, «Anàlisi crític de l'evolució») com els principals exemples de neocreacionisme.
Els neocreacionistes generalment rebutgen el terme «neocreació», al·legant que és un terme pejoratiu. Qualsevol vinculació dels seus punts de vista amb el creacionisme soscavaria el seu objectiu de ser vistos com a defensors d'una nova forma de ciència. En el seu lloc, es presenten davant del seu públic no científic com els conductors de la ciència vàlida, de vegades mitjançant la redefinició de la ciència per a satisfer les seves necessitats. Això és rebutjat per la gran majoria dels científics professionals reals. Tot i això, els neocreacionistes asseveren al presentar i conduir «la ciència vàlida» que aquesta és igual o superior a la teoria de l'evolució, però que encara han de produir investigacions científiques reconegudes i proves que recolzin les seves afirmacions. En el seu lloc, la majoria de les obres neocreacionistes són publicacions dirigides al públic general, als legisladors i els responsables polítics. Gran part d'aquest treball publicat és polèmic per naturalesa, on es discuteix i es contradiu el que veuen com una «ortodòxia científica», que escuda i protegeix el «darwinisme», mentre que ataca i ridiculitza suposades alternatives com el disseny intel·ligent. Exemples de polèmiques neocreacionistes inclouen el Document Wedge del Discovery Institute, el llibre «Darwin on Trial» (en català, «Darwin a judici») de Phillip E. Johnson, i el llibre «From Darwin to Hitler» (en català, «De Darwin a Hitler») de Richard Weikart. La investigació per a elaborar el llibre de Weikar va ser finançada i promoguda pel Discovery Institute. Tots dos, Johnson i Weikart estan afiliats al Discovery Institute: Johnson és assessor del programa, i Weikart és membre.

## Crítics
Tots els noms següents fan explícites les connexions entre el creacionisme tradicional, el neocreacionisme i el disseny intel·ligent. No tots els crítics del neocreacionisme estan del costat de l'evolució en aquest debat. Henry M. Morris, un destacat creacionista de la terra jove, va acceptar el terme, però es va oposar a la lògica del neocreacionisme per la senzilla raó que no abraça la Bíblia. El Baptist Center for Ethics (en català, Centre Baptista per a l'Ètica) demana als «baptistes a comprometre's de nou a la separació d'Església i Estat, que mantindrà les escoles públiques lliures de la pressió coercitiva que promou la fe sectària, com les oracions escolars escrites per l'Estat i l'ensenyament de la neocreacionisme...».
- Barbara Forrest, coautora de Creationism's Trojan Horse: The Wedge of Intelligent Design (ISBN 0-19-515742-7).
- John Haught, teòleg de la Universitat de Georgetown.
- Chris Mooney, periodista autor de The Republican War on Science (ISBN 0-465-04675-4).
- Massimo Pigliucci.[41]
- Eugenie C. Scott[42]
- Robert T. Pennock